# Мачия
Мачия (др. перс. Mačiya) — один из понтийских народов упоминаемых Дарием и Ксерксом. Мачия вероятно, Макрон в южном Белуджистане. Фридрих В. Кёниг связывает Мачия с племенем кадусиев и подчеркивает их связь с карийцами, называя кадусиев также моряками.

## Этимология
Мачия происходит от древнеперсидского топонима Мака (примерно соответствует Гедрозии античных авторов), что дословно значит «живущие или обитающие у моря».

## История
Надпись царя Дария I:  «Я — Дарий, царь великий, царь царей, царь многоплемённых стран... По воле Ахурамазды, вот те страны, которыми я овладел, помимо Персии: ...Мидия, Элам, Парфия, Арейя, Бактрия, Согдиана, Хорезм, Дрангиана, Арахозия, Саттагидия, Гайдара, Индия, скифы хаумаварга, скифы с островерхими шапками, Вавилон, Ассирия, Аравия, Египет, Армения, Каппадокия, Лидия, Иония, скифы по ту сторону моря, Скудра, ионийцы, носящие шлемы, Путия, Кушия (Эфиопия), Мачия, Карка (Киликия)». Также мачия назван народом обитающии за морем.